# Mercedes-Benz ESF 2009
Mercedes-Benz ESF 2009 (от нем. Experimental Sicherheits Fahrzeugs — «экспериментальный безопасный автомобиль») — экспериментальный концепт-кар повышенной безопасности от компании Mercedes-Benz, выпущенный в 2009 году на базе S400 Hybrid.

## История
Проект Experimental Safety Vehicle (ESV, или ESF по-немецки) был инициирован в 1970-х годах американским правительством с целью развития идей по созданию абсолютно безопасного автомобиля.
Первый безопасный автомобиль на базе Mercedes-Benz W114 под названием ESF 5 был представлен в 1971 году. В мае 1972 года была представлена модель Mercedes-Benz ESF 13
В 1973 году на 4 интернациональной ESV конференции был представлен третий в серии безопасных концепт-каров бренда глубоко модернизированный седан Mercedes-Benz W116 S-класса 1971 года под названием Mercedes-Benz ESF 22. Автомобиль, оснащённый подушками безопасности и преднатяжителями ремней, был готов к удару в жёсткое препятствие на скорости 64 км/ч, что заметно превосходило действовавшие в то время нормы.
7 июня 1974 года был представлен концепт-кар ESF 24 на базе Mercedes-Benz W116. С 1978 года ABS стали устанавливаться на все автомобили S-класса. Надувные подушки стали стандартом с 1981 года.
По словам Дитера Цетше «безопасность является основой компании Mercedes-Benz». Поэтому в 2008 году было принято решение о создании нового концепта безопасности. Команду разработки нового автомобиля возглавил Ганс Петер Хиллер (англ. Hans Peter Hiller), а за установку и настройку электроники отвечал Юрген Арнольд (англ. Jürgen Arnold).
Уже в 2009 году был представлен Mercedes-Benz ESF 2009, сконструированный на базе большого гибрида S400 Hybrid, однако отличающегося от стандартных S-классов не только гибридной силовой установкой, но и огромным количеством разнообразных систем безопасности. Автомобиль был представлен на конференции о повышенной безопасности транспортных средств (ESV) в Штутгарте.
Одной из основных особенностей проекта ESF 2009 стала «тормозная подушка» (англ. Braking Bag). Она расположена спереди под днищем автомобиля и срабатывает примерно за 100 мс до столкновения, увеличивая силу замедления. Обычно только шины реализуют тормозной момент, а в данном случае образуется дополнительная поверхность трения. Замедление со штатного значения 1g, по словам руководителя отдела пассивной безопасности легковых автомобилей Mercedes-Benz Родольфо Шонебурга, возрастает в два-три раза. Если подобная подушка раскроется за 100 мс до удара, скорость будет дополнительно снижена на 5-10 км/ч, а это большая потеря кинетической энергии. Кроме того автомобиль получил уникальную систему защиты пассажиров при боковых ударах. Так, в случае столкновения кресла водителя и пассажиров будут сдвигаться ближе к центру салона (таким образом, уменьшается возможность получения травмы от контакта с дверью). Одновременно с этим между головами водителя и переднего пассажира раскрывается подушка безопасности.
В автомобиле применили большое число различных систем безопасности. Специальные дополнительные защитные секции в дверях надуваются при помощи сжатого газа в случае, когда электроника решает, что авария неизбежна. При ударе сзади специальная система автоматически тормозит автомобиль с целью не допустить соприкосновения со спереди стоящими транспортными средствами.
Впоследствии многие инновационные системы безопасности Mercedes-Benz ESF 2009 были применены на новейших автомобилях компании, таких как Mercedes-Benz W222, Mercedes-Benz C216 и других.

## Инновации и системы безопасности

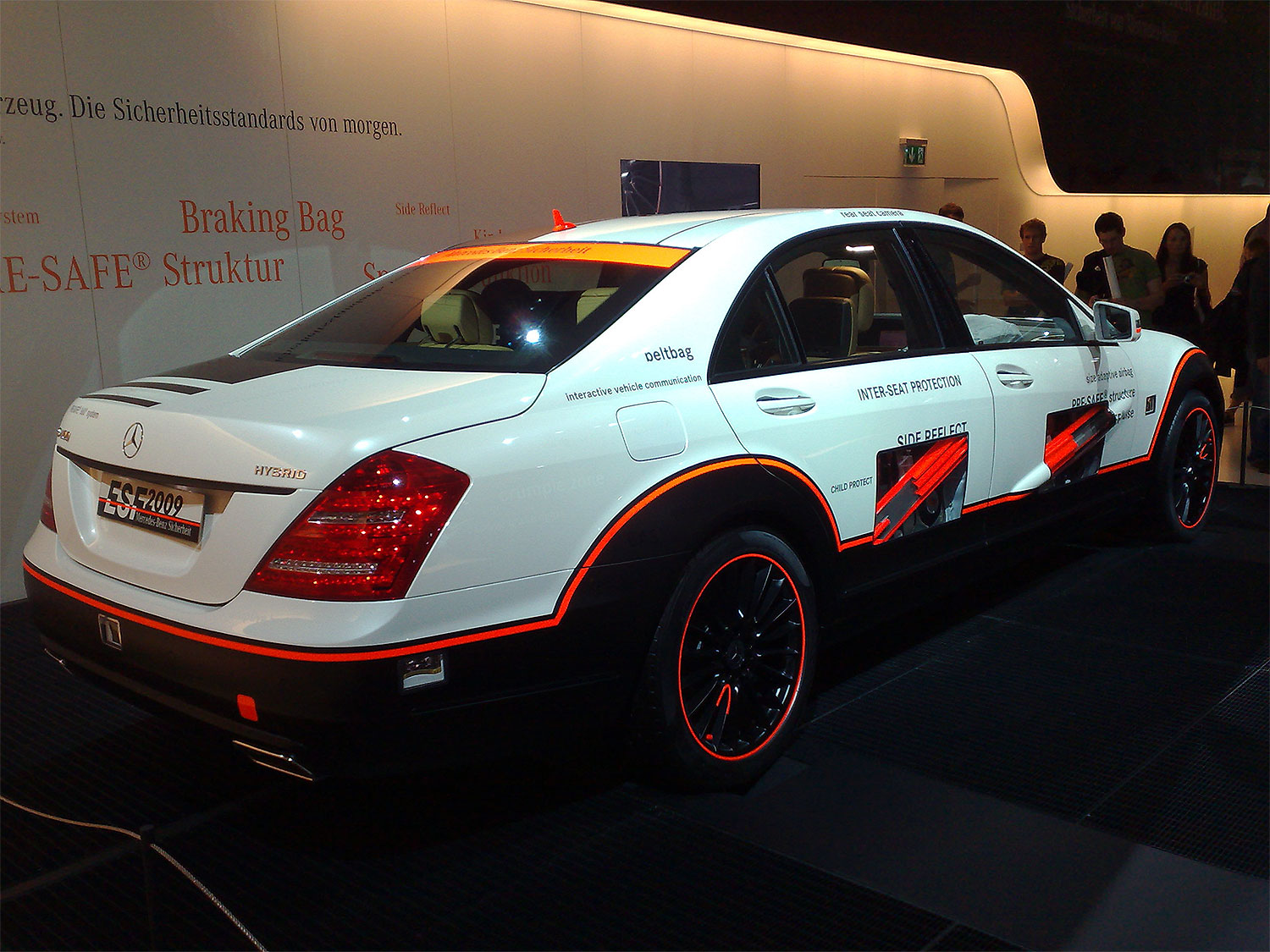
Mercedes-Benz ESF 2009, вид сзади

В Mercedes-Benz ESF 2009 были представлены следующие системы безопасности:
- Система предупреждения столкновений PRE-SAFE
- PRE-SAFE 360°
- PRE-SAFE Pulse
- Активные боковины кресел
- Специальные подушки, надувающиеся между пассажирами
- Тормозная подушка
- Система интерактивной коммуникации автомобилей (представлена в модели Mercedes-Benz W222 в 2013 году как Car-to-X Communication с пакетом Drive Kit Plus)
- Система ночного видения Night View Assist Plus (представлена на автомобиле Mercedes-Benz C216 в 2011 году
- LED-оптика с системой автоматического выключения дальнего света Adaptive Highbeam Assist PLUS (представлена в модели Mercedes-Benz W222)
- Развитая система подушек безопасности (адаптивный размер и т. д.)
- Подушки безопасности в ремнях безопасности
- Система защиты детей
- Камера заднего сиденья
- Центральная подушка безопасности между водителем и передним пассажиром
- Защита батареи гибридной силовой установки